# 12,8-cm-KwK 44

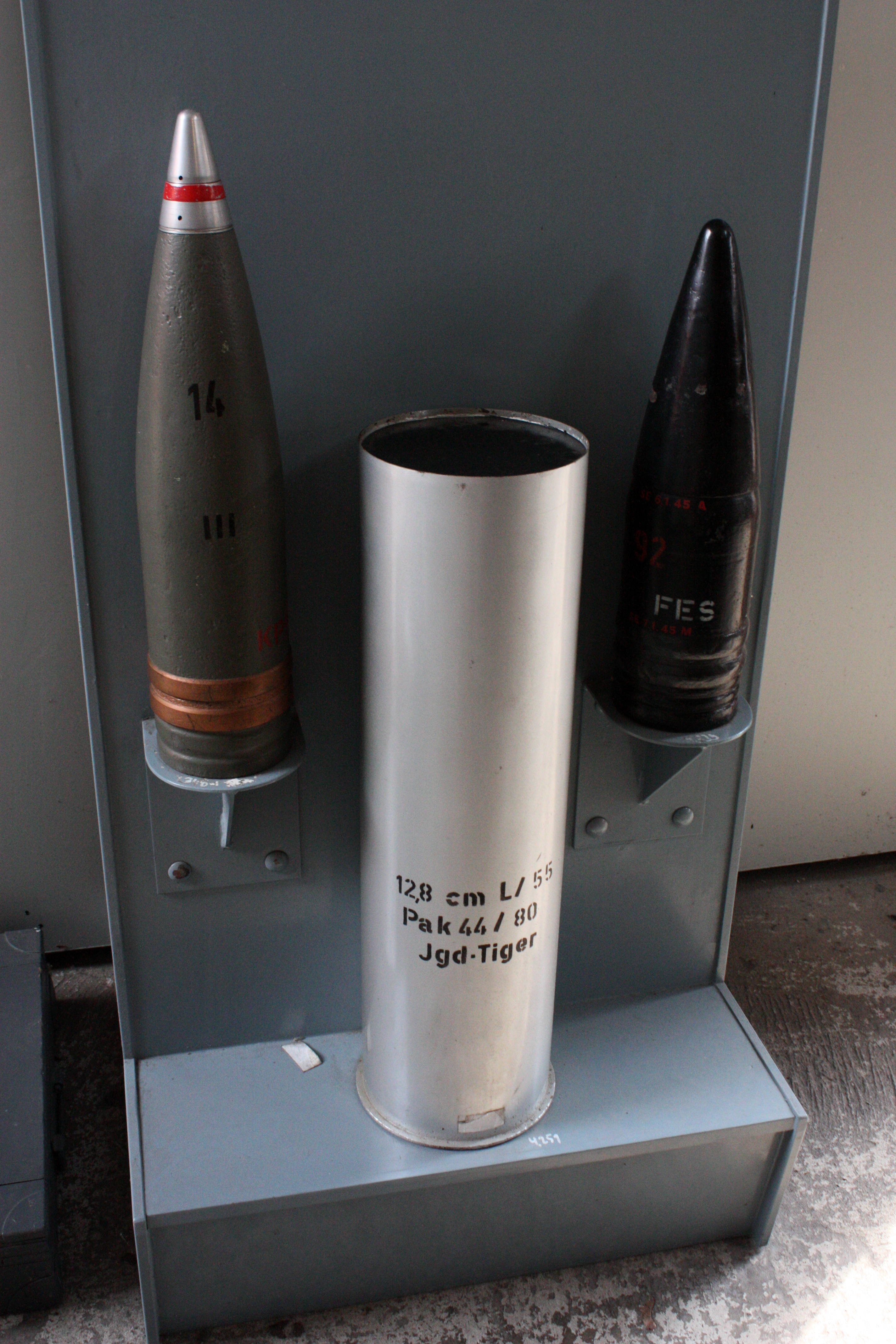
V. l. n. r.: Sprenggranate, Kartusche, Panzergranate

Die 12,8-cm-KwK 44 war eine Kampfwagenkanone (kurz KwK) der deutschen Wehrmacht, die mit der Kaliberlänge L/55 als Turmkanone für den überschweren Panzer VIII „Maus“ konzipiert wurde, aber auch weitgehend baugleich als Panzerjagdkanone (kurz: PjK) mit der Bezeichnung 12,8-cm-PjK 44 als Hauptbewaffnung im schweren Panzerjäger „Jagdtiger“ zum Einsatz kam. Das Waffensystem war von der Krupp-Feldkanone 12,8-cm-K 44 (auch 12,8-cm PaK 44) abgeleitet, die zu den leistungsfähigsten Artilleriegeschützen zur Bekämpfung gehärteter mobiler Gefechtsfahrzeuge im Zweiten Weltkrieg zählte.

## Geschichte und Einsatz
Bereits Ende 1942 entstand Handlungsbedarf bezüglich der Bereitstellung geeigneter Waffensysteme im Kampf gegen schwere gepanzerte Gefechtsfahrzeuge, wobei die Einsatzerfahrungen der Panzertruppe, Panzerjäger und Sturmartillerie zu berücksichtigen waren. Ein bereits mit Beginn des Krieges in Auftrag gegebenes Fahrzeug, die Panzerselbstfahrlafette für 12,8-cm-Kanone 40 „Sturer Emil“, unter Verwendung der bereits entwickelten 12,8-cm-Flak 40, war mit zwei Prototypen entgegen der ursprünglichen Idee damit Bunker zu zerstören, ab 1942 als Panzerjäger eingesetzt worden. Und hatte dabei die Leistungsfähigkeit der Bewaffnung bewiesen.
Letztendlich fiel die Entscheidung zum Bau des schweren Jagdpanzers VI „Jagdtiger“ mit einer 12,8-cm-Kanone. Am 22. Februar 1943 wurden die Firmen Krupp, Abteilung Artillerie-Konstruktion in Essen sowie Henschel & Sohn in Kassel vom Oberkommando des Heeres mit der Entwicklung betraut. Krupp erhielt den Zuschlag zum Bau der Panzerjagd-Kanone (kurz: PjK), die von der 12,8-cm-K 44 L/55 abgeleitet wurde – auch unter der Bezeichnung 12,8-cm-PaK 44 L/55 im Einsatz – und Henschel zur Entwicklung der Trägerplattform.
Für den Panzerkampfwagen VIII „Maus“ – den neuen überschweren Panzer – war diese Hochleistungskanone unter der für Panzer üblichen Bezeichnung 12,8-cm-KwK 44 L/55 vorgesehen. Die in den Prototypen verbauten Kanonen trugen jedoch noch die Bezeichnung 12,8-cm-PaK 44 L/55.

## Munitionsarten
Anstatt der zuvor für KwK/PaK/PjK verwendeten Granatkartuschen in Patronenform waren für diese Waffe aus Gewichtsgründen die Granate und die Kartusche getrennt. Das Prinzip der Randkartusche wurde beibehalten. Im Wesentlichen kamen die folgenden Granattypen zum Einsatz.
- PzGr. – Panzergranate für 12,8-cm-KwK, -PaK und -PjK 44 L/55
  - Projektil (APC-HE): Wuchtgeschoss, panzerbrechend, mit Stahl-Kappe und Sprengladung (ggf. Leuchtspursatz)
- PzGr. 43 – Panzergranate 1943 für 12,8-cm-KwK, -PaK und -PjK 44 L/55
  - Projektil (APCBC-HE): Wuchtgeschoss, panzerbrechend, mit Stahl-Kappe, Sprengladung und ballistischer Haube (ggf. Leuchtspursatz)
- 12,8-cm SpGr. L/55 – Sprenggranate, Ausführung für 12,8-cm-KwK, -PaK und -PjK 44 L/55
  - Projektil (HE): Projektil mit Sprengsatz (mit Splitterwirkung) hochexplosiv

Mittlere Durchschlagskraft gegen homogene, gewalzte Panzerstahlplatten bei einem Auftreffwinkel von 30° zur Vertikalen des Panzerfahrzeugs.
| PzGr.    | 26,3 kg | 550 g (RDX träge) | 496,5 mm | 15,0 kg | 880 m/s | 166 mm | 143 mm | 117 mm |
| PzGr. 43 | 28,3 kg | 550 g (RDX träge) | 496,5 mm | 15,0 kg | 920 m/s | 212 mm | 200 mm | 178 mm |
| SpGr.    | 28,0 kg | 3,6 kg            | 623 mm   | 12,2 kg | 750 m/s | –      | –      | –      |

## Trägerplattformen
- Jagdpanzer VI „Jagdtiger“ (auch schwerer Panzerjäger oder Sd.Kfz. 186)
- Panzer: Panzerkampfwagen VIII „Maus“

Ausführungen 12,8-cm-KwK/PjK/PaK 44

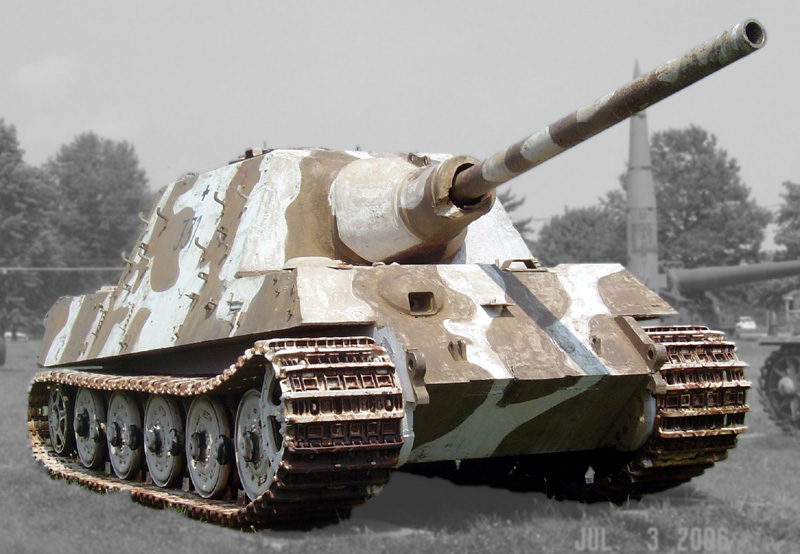
Panzerjäger „Jagdtiger“ mit PaK (oder PjK)
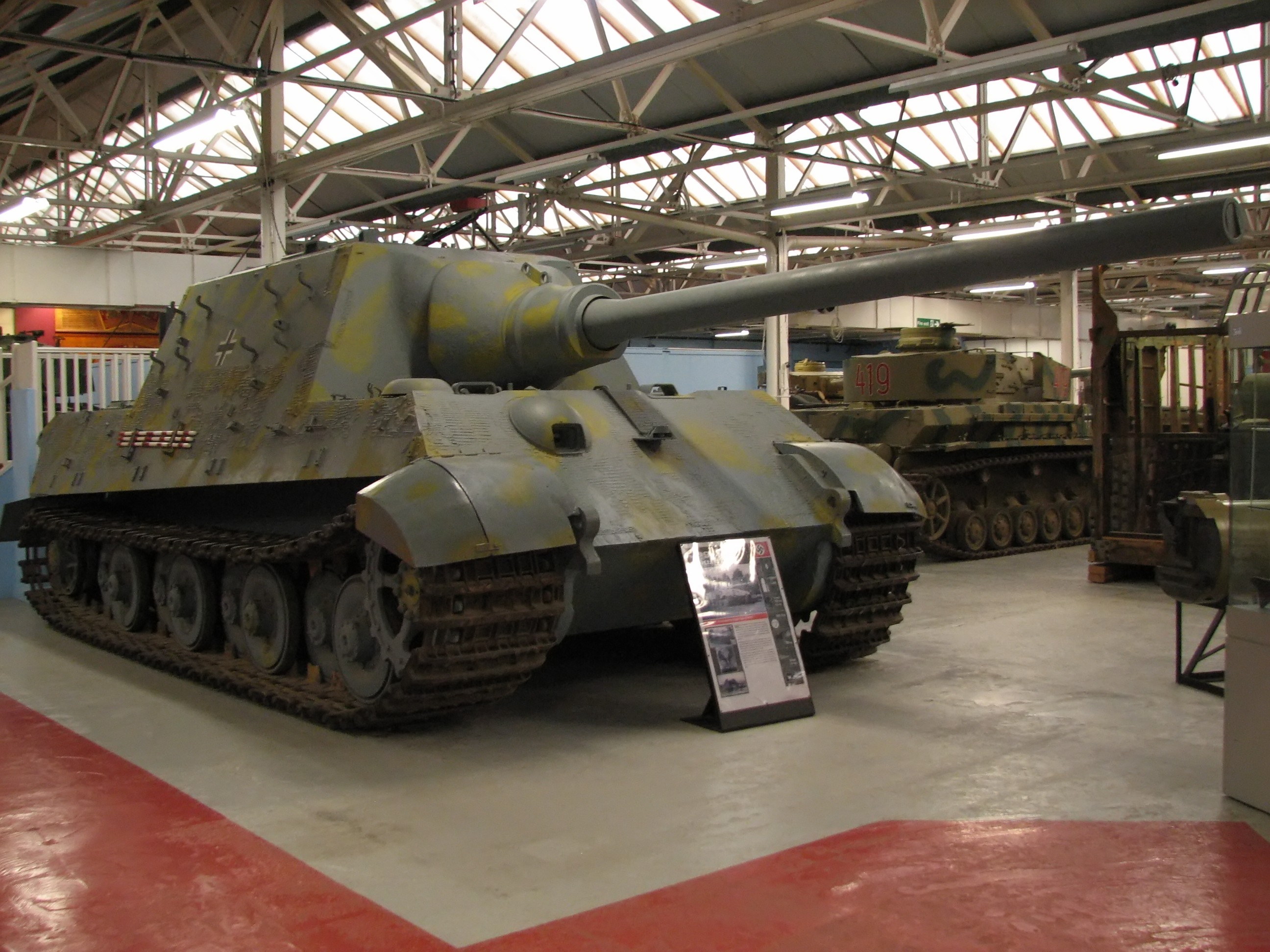
Panzerjäger „Jagdtiger“ mit PjK (oder PaK)